# Megan Mascarenas

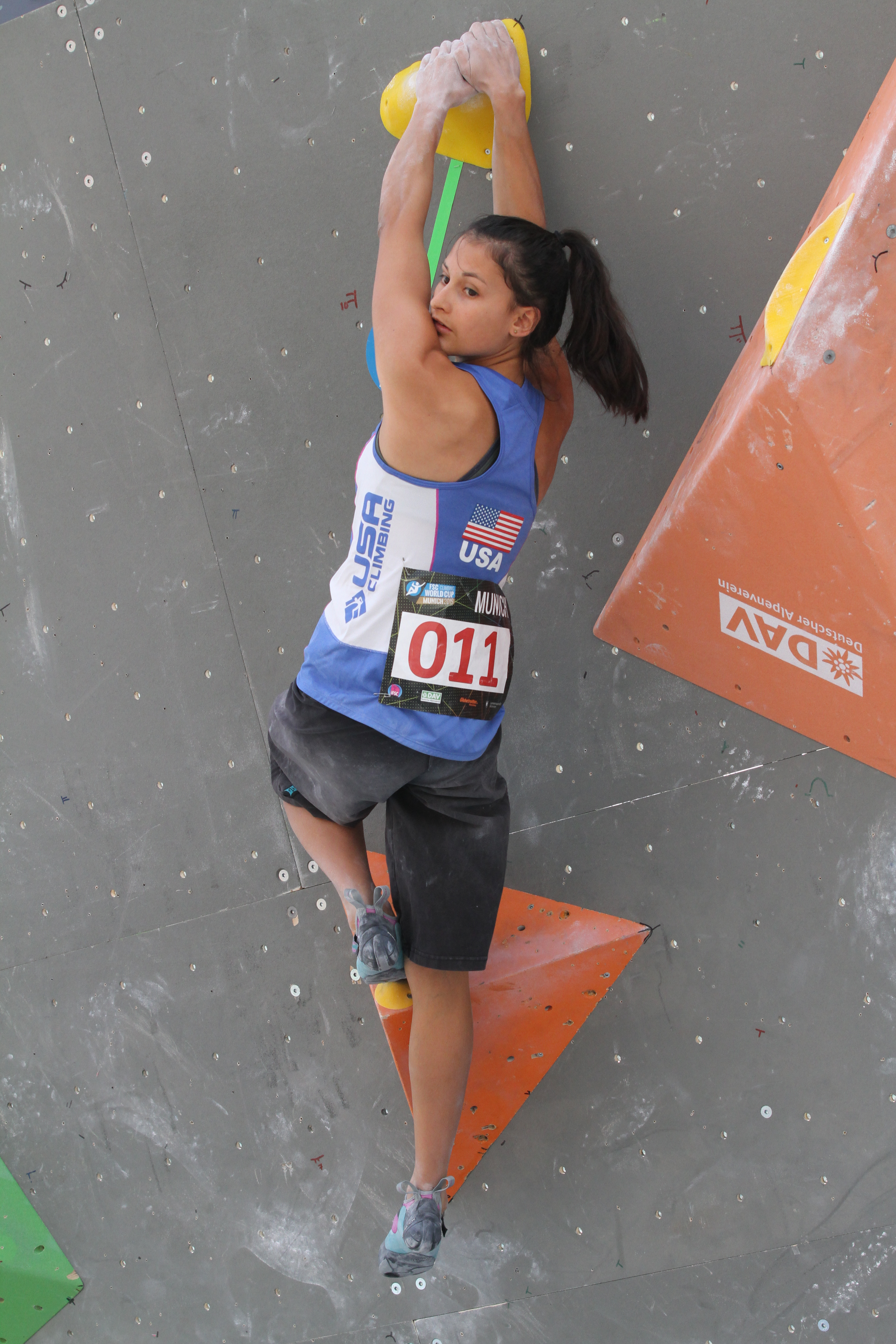
Mascarenas Megan

Megan Mascarenas (* 29. Oktober 1997) ist eine US-amerikanische Kletterin.

## Karriere
Sie begann bereits mit 3 Jahren mit dem Klettern und ist in Colorado aufgewachsen. Seit sie 2010 in das ABS-Wettkampfteam aufgenommen wurde, ist sie bei nationalen und internationalen Wettkämpfen erfolgreich. Im Jahr 2015 erreichte Mascarenas den 1. Platz beim Boulderweltcup in Vail. An diesen Erfolg konnte die Sportlerin bereits ein Jahr später mit dem Sieg der nationalen Meisterschaft anknüpfen.
Im Jahr 2016 belegte sie bei den Boulderweltcups den 4. Platz in Innsbruck und den 3. Platz in Meiringen. Beim vorletzten Boulderweltcup in Vail (Colorado) konnte sie ihren Titel aus dem Vorjahr verteidigen und belegte den 1. Platz.
Am Fels bouldert Megan Mascarenas den Grad 8b.

## Erfolge

### Wettkämpfe

#### International
- 1. Platz IFSC Boulder Weltcup – Vail (USA) 2016
- 4. Platz IFSC Boulder Weltcup – Innsbruck (AT) 2016
- 3. Platz IFSC Boulder Weltcup – Meiringen (CH) 2016
- 3. Platz IFSC Boulder Weltcup – München (GER) 2015
- 1. Platz IFSC Boulder Weltcup – Vail (USA) 2015
- 15. Platz IFSC Boulder Weltcup – Laval (FRA) 2014
- 4. Platz IFSC Boulder Weltcup – Vail (USA) 2014
- 22. Platz IFSC Boulder Weltcup – Vail (USA) 2013

#### National
- 1. Platz Bouldering Open Nationals – (Madison, WI) 2016[2]

### Fels

#### Boulder
- Riverbed (8b), Magic Wood Schweiz (August 2015)[3]
- William Shatner (8a), Newlin Amerika (November 2015)
- Daddy Fat Sacks (8a), Ute Pass Amerika (November 2015)
- Limitless (8a), Pikes Peak Amerika (Juli 2015)
- No More Greener Grasses (8a), Mt. Evans Amerika (Juni 2015)
- Temper Tantrum (8a), Elevenmile Canyon Amerika (April 2015)